# Автофрадат
Автофрадат (на старогръцки: Aὐτοφραδάτης; Autophradates; † сл. 332 пр.н.е.) е персийски командир на флот на царството на Ахеменидите през 4 век пр.н.е.
След смъртта на Мемнон през 333 пр.н.е. главното командване на флотата в Егейско море поемат Фарнабаз III и Автофрадат. Те се бият против настъпващия Александър Велики. Двамата завладяват островите Тенедос и Митилена. Влизат в контакт със Спарта, за обща инфанзива против Македония.
Успехите им траят до лятото на 332 пр.н.е. Македонските адмирали Амфотер и Хегелох получават под тяхна контрола Хелеспонт. Те пленяват Фарнабаз III. По-нататъшната съдба на Автофрадат е неизвестна. Вероятно той е на служба на Спарта и води войска от наемници към Крит.